# Luigi Figini
Luigi Figini (ur. 27 stycznia 1903 w Mediolanie, zm. 13 marca 1984 tamże) – włoski architekt, przedstawiciel nurtu funkcjonalnego, zajmował się budownictwem mieszkalnym, przemysłowym (fabryka Olivettiego w Ivrea) i wystawiennictwem. Projektował także budowle sakralne (kościół Madonna dei Poveri w Mediolanie (1952–56, wraz z G. Pollinim).

## Galeria

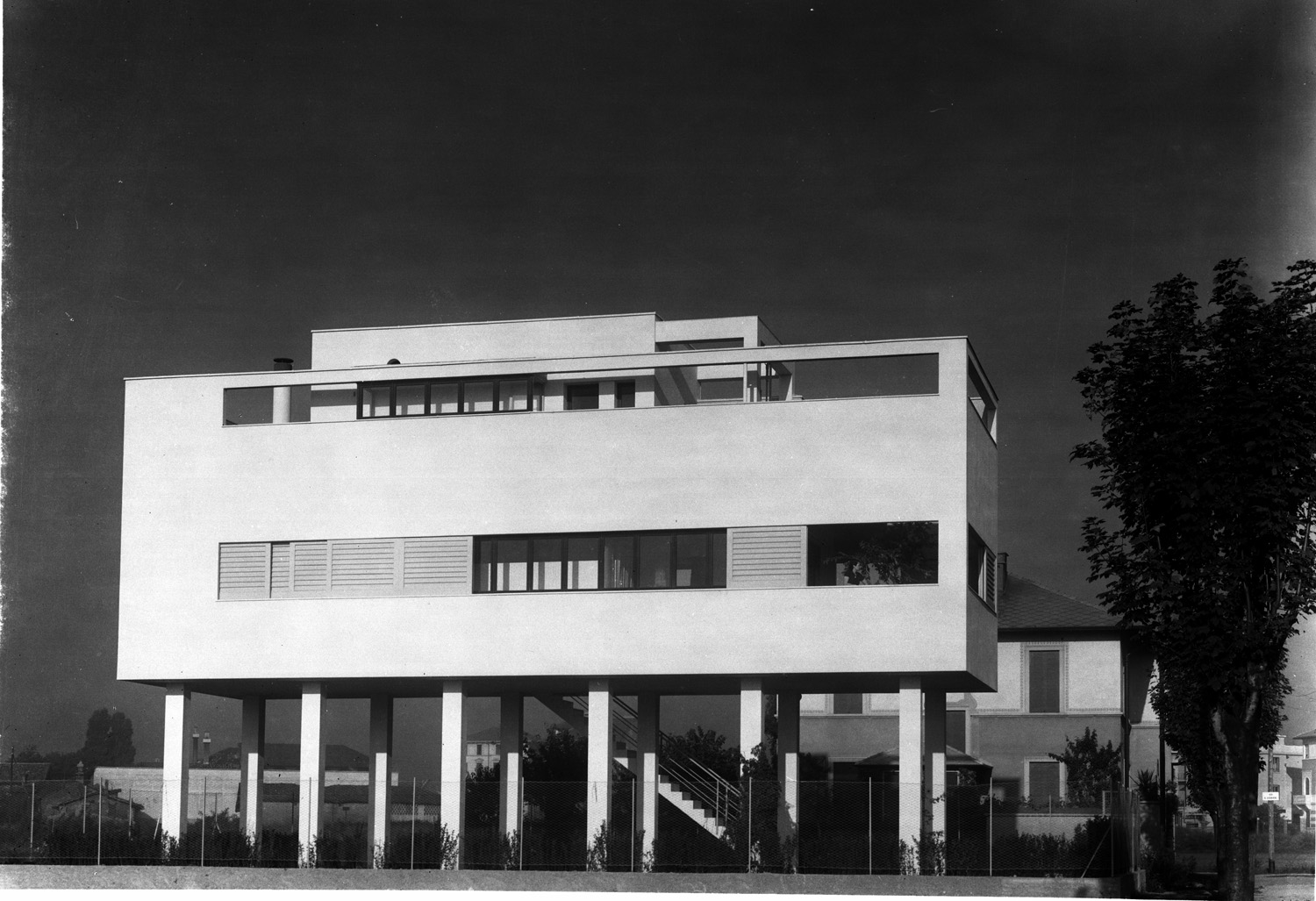
Willa Figini w Mediolanie (1935)
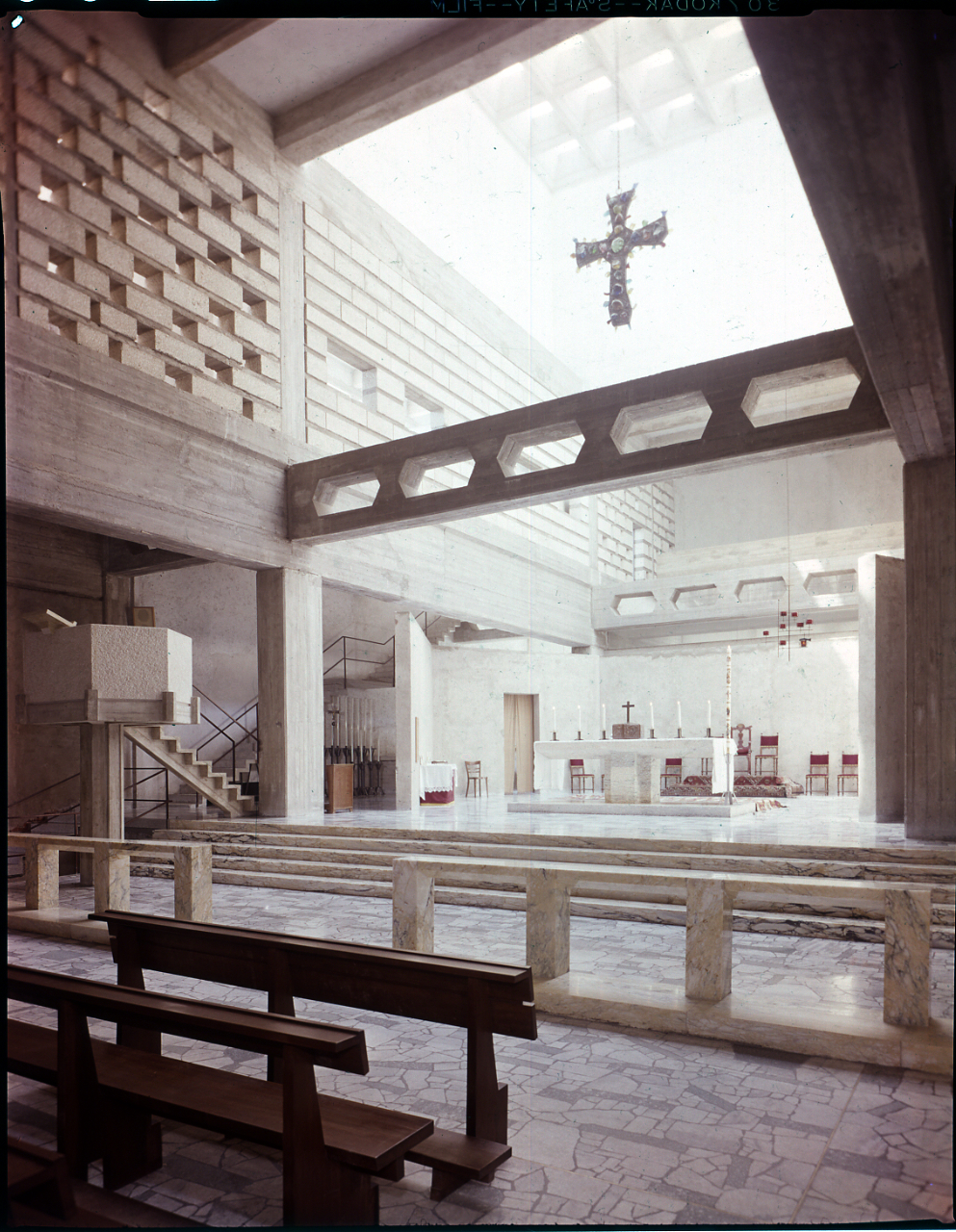
Kościół Madonna dei Poveri w Mediolanie (zdjęcie wykonane w 1960, fot. Paolo Monti)
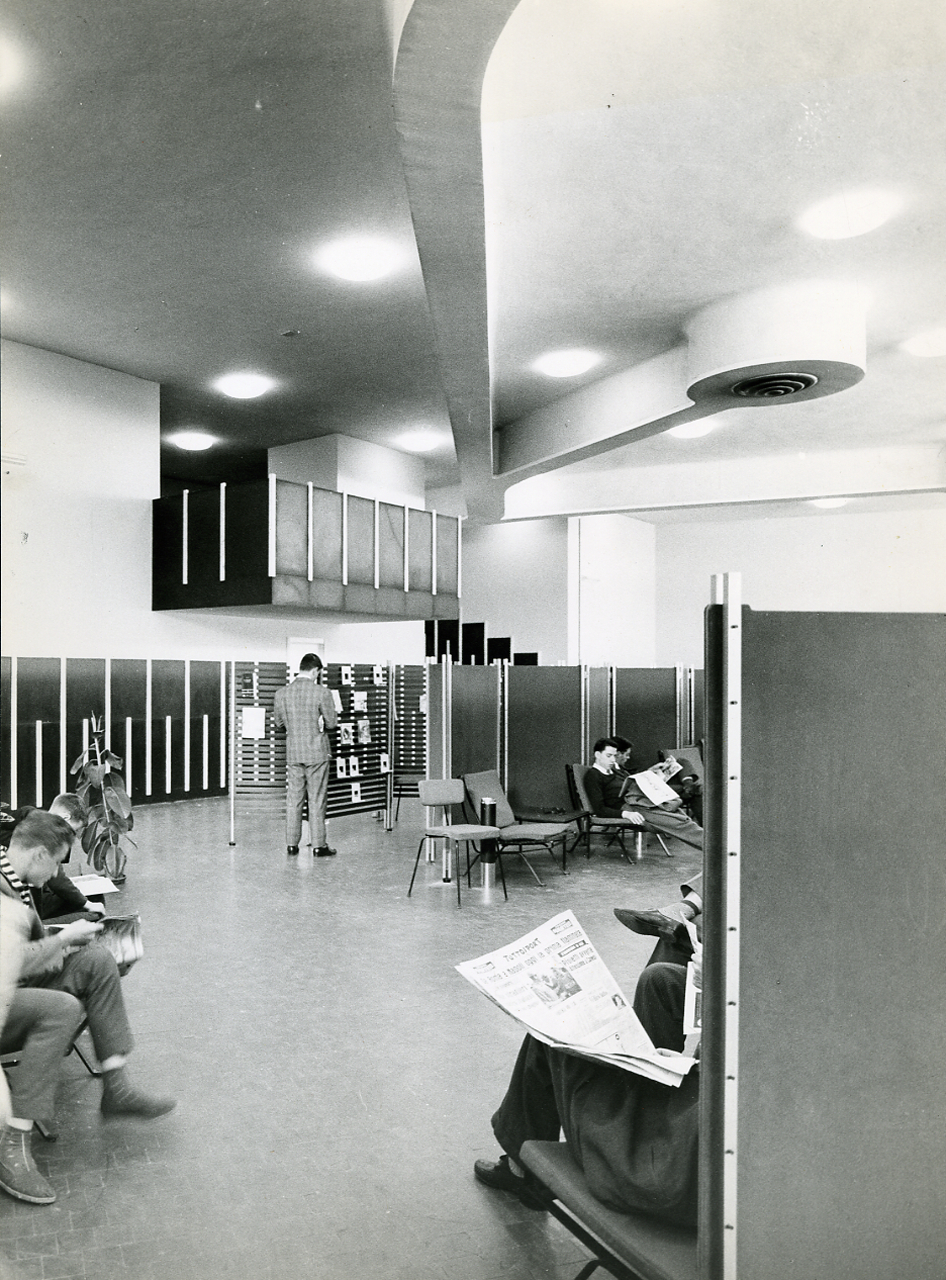
Siedziba firmy Olivetti w Ivrea; czytelnia (zdjęcie wykonane w 1960, fot. Paolo Monti)
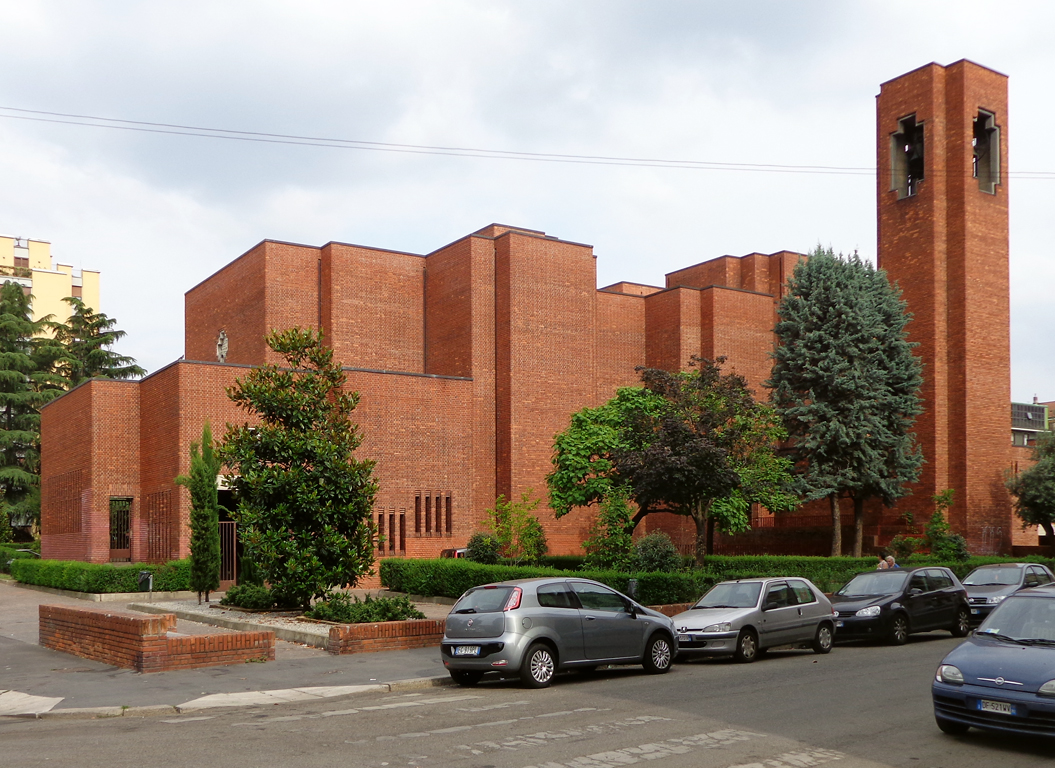
Kościół św. Jana i Pawła w Mediolamie